# Prey (gra komputerowa 2017)
Prey – strzelanka pierwszoosobowa, wyprodukowana przez studio Arkane Studios i wydana przez Bethesdę Softworks 5 maja 2017 na platformy PlayStation 4, Xbox One i Microsoft Windows.

## Fabuła
Gra przedstawia historię Morgana Yu – naukowca pracującego dla korporacji TransStar, zajmującej się ulepszaniem rasy ludzkiej. Firma ta pracuje nad połączeniem DNA ludzkiego z DNA Mimików – zmiennokształtnych kosmitów o nadprzyrodzonych mocach, takich jak teleportacja czy telekineza. Główny bohater traci pamięć i musi zdobyć kontrolę nad stacją kosmiczną, zanim obcy zaatakują Ziemię.

## Rozgrywka
Prey jest strzelanką pierwszoosobową z elementami komputerowej gry fabularnej. Podczas każdej misji gracz ma możliwość zebrania surowców służących do stworzenia neuromodów, które następnie może wykorzystywać w celu rozwoju umiejętności głównego bohatera w sześciu drzewkach: nauka, inżynieria i ochrona; w późniejszych etapach dochodzą: energia, przemiana oraz telepatia. Oprócz tego w grze istnieje możliwość samodzielnego wytwarzania przedmiotów przydatnych w rozgrywce.